# Morzeszczyn
Morzeszczyn (en allemand : Morroschin) est un village de Pologne, situé au nord du pays dans la voïvodie de Poméranie et le powiat de Tczew. Il est le siège de la gmina (district administratif) de Morzeszczyn. Il compte 729 habitants en 2022. 

## Géographie
Morzeszczyn est situé à 59 kilomètres au sud de Gdańsk, chef-lieu de la voïvodie de Poméranie et à 29 kilomètres au sud de Tczew, chef-lieu du powiat.
Le village est traversé par les routes 220, 234 et 644 de la voïvodie. 
Il possède une gare qui constituait jusqu'en 1992 un nœud ferroviaire : 
- la ligne de chemin de fer polonaise n° 131, qui relie Chorzów dans le nord de la Pologne à Tczew, dans la région de Haute-Silésie dans le sud, traverse le village ;
- en 1905, la ligne Morzeszczyn - Gniew, à voie unique et non électrifiée, a été ouverte en tant qu'embranchement des chemins de fer prussiens ; après la Première Guerre mondiale, en vertu du traité de Versailles et la cession du corridor de Gdańsk à la Seconde République polonaise, la ligne est passée aux chemins de fer polonais ; la ligne fonctionne jusqu'en 1989, date à laquelle les services passagers sont interrompus ; elle est fermée en 1992[1].

## Histoire
Morzeszczyn appartenait au Moyen Âge au monastère cistercien de Pelplin.
De 1942 à 1945, le village a pris le nom allemand de Leutmannsdorf lors de l'occupation allemande de la Pologne.

## Bibliographie

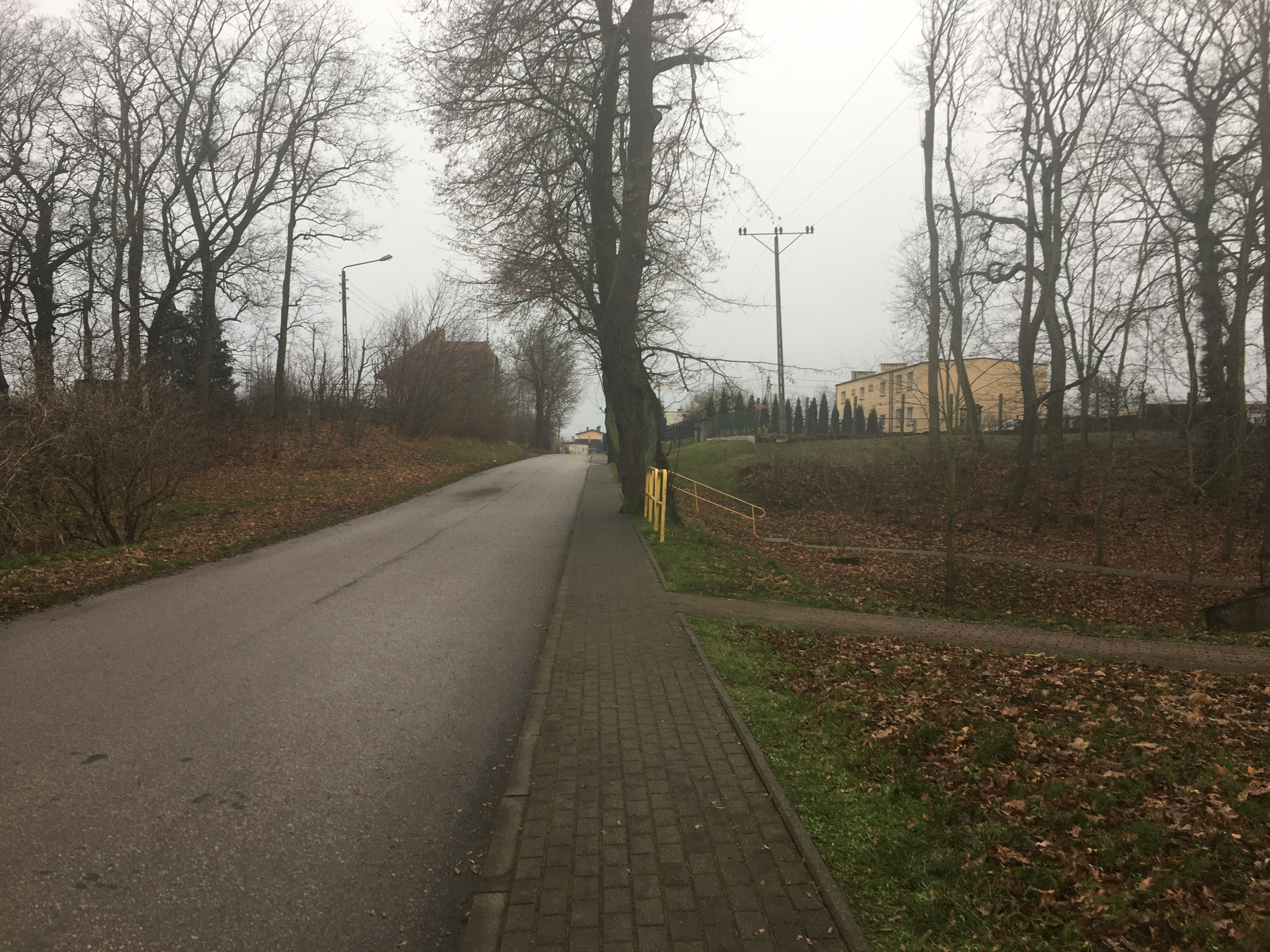
La route provinciale 220